# Omega-Scorpiiden
Die Omega-Scorpiiden sind ein alljährlich beobachtbarer Meteorstrom, der vom 19. Mai bis zum 1. Juli aktiv ist. Der Meteorstrom hat sein Maximum in den Tagen vom 3. bis zum 6. Juni. Unter Idealbedingungen sind während des Maximums fünf Meteore die Stunde beobachtbar, die eine Geschwindigkeit von 21 km pro Sekunde besitzen. Die Radiantenposition des Aktivitätsmaximums liegt im Sternbild Skorpion bei den Koordinaten RA 243° und DE −22°. Der Radiant verlagert sich täglich um 0,9° in östlicher sowie um 0,2° in südlicher Richtung.
Die Omega-Scorpiiden sind von Mitteleuropa aus – aufgrund der südlichen Radiantenposition und der damit verbundenen geringen Höhe über dem Horizont – schwierig zu beobachten.